# Lenovo (distrikt i Bulgarien)
Lenovo (bulgariska: Леново) är ett distrikt i Bulgarien.   Det ligger i kommunen Obsjtina Asenovgrad och regionen Plovdiv, i den centrala delen av landet, 170 km sydost om huvudstaden Sofia.
Trakten runt Lenovo består till största delen av jordbruksmark. Runt Lenovo är det ganska tätbefolkat, med 58 invånare per kvadratkilometer.